# John Russell (Politiker, 1827)
John Russell (* 22. September 1827 im Concord Township, Ohio; † 16. Dezember 1869 in Urbana, Ohio) war ein US-amerikanischer Lehrer und Politiker (Republikanische Partei). Er war von 1868 bis 1869 Secretary of State von Ohio.

## Werdegang
John Russell, Sohn von Mary Ann Miller (1788–1881) und Robert Russell (1783–1873), wurde 1827 im Champaign County geboren und wuchs dort auf. Seine Eltern waren beides Farmer, welche ursprünglich aus Virginia stammten. Über seine Jugendjahre ist nichts bekannt. Russell unterrichtete als Lehrer. Er hatte 1849 genug Geld angespart, um an die Ohio Wesleyan University zu gehen. Nach seinem Abschluss kehrte er nach Hause zurück. Dort heiratete er Margaret M. Russell (1833–1901), Tochter von Tamzon W. Underwood (1806–1889) und Aaron Russell (1799–1868), mit der er aber nicht verwandt war. Das Paar hatte mindestens drei Kinder: Mary Tamzon (1853–1921), Sarah Evelyn (1856–1926) und Frank Clifton (1863–1925).
1854 wurde er zum Clerk of Courts in seinem County gewählt. Russell bekleidete drei Amtszeiten den Posten über eine Laufzeit von neun Jahren. Er wurde dann als Chief Clerk in den Stab vom Secretary of State William Henry Smith berufen. Smith trat am 14. Januar 1868 von seinem Posten zurück. Russell wurde daraufhin vom Gouverneur Rutherford B. Hayes zum neuen Secretary of State ernannt. Im selben Jahr fand später eine State Republican Convention statt. Russell belegte bei der ersten Abstimmung zur Nominierung für den Posten als Secretary of State den vierten Platz von den vier angetretenen Kandidaten. Daraufhin zog er seine Kandidatur zurück.
Nach seiner Amtszeit kehrte Russell nach Urbana zurück und arbeitete im Büro des Collector of Internal Revenue. Russell kandidierte erfolgreich im Herbst 1869 für einen Sitz im Senat von Ohio. Bevor er aber seinen Sitz einnehmen konnte erlitt er einen Schlaganfall und verstarb am 16. Dezember 1869. Gouverneur Hayes sprach bei seiner Beerdigung in Urbana. Sein Leichnam wurde dort auf dem Oak Dale Cemetery beigesetzt.
In seiner Jugend trat Russell der Methodist Episcopal Church bei.